# Hans Jörg Schelling

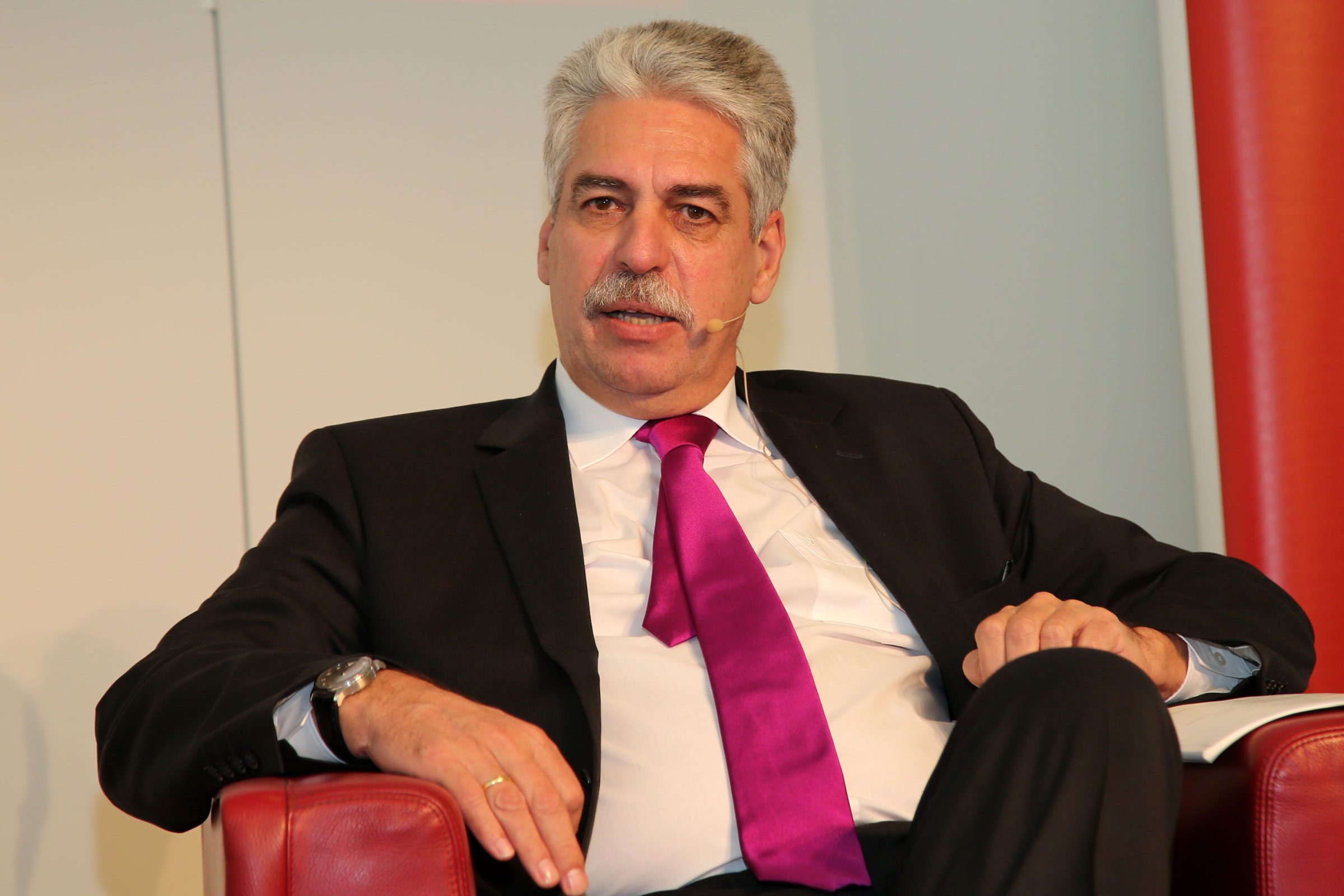
Hans Jörg Schelling 2015

Johann Georg („Hans Jörg“) Schelling (* 27. Dezember 1953 in Hohenems, Vorarlberg) ist ein österreichischer Unternehmer und Politiker (ÖVP). Er war vom 1. September 2014 bis zum 18. Dezember 2017 Bundesminister für Finanzen der Republik Österreich.

## Berufliche Karriere
Nach der Matura am Bundesgymnasium Feldkirch im Jahr 1972 studierte Schelling Betriebswirtschaftslehre an der Johannes Kepler Universität Linz und schloss im Jahr 1978 mit dem Magister rer.soc.oec (Diplomarbeit: Die Absatzchancen von Silhouette Modellbrillen) und im Jahr 1981 mit dem Doktorat (Thema: Möglichkeiten zur Förderung des Exports von Klein- und Mittelbetrieben) ab. Schelling wurde mit dem Ed. Haas Preis und mit dem Rudolf-Sallinger-Preis ausgezeichnet. Der Universität blieb er bis 1996 weiterhin als Prüfungskommissär und Lektor verbunden.
Im Jahr 1981 begann er seine berufliche Karriere als Assistent der Geschäftsleitung in der Leiner/Kika Unternehmensgruppe. Im Jahr 1988 wurde er dort Geschäftsführer. Zwei Jahre später gründete er die Firma Schelling GesmbH für Unternehmensberatung. Im Jahr 1992 wechselte er nach Differenzen mit dem Vorstandsvorsitzenden Herbert Koch über die strategische Ausrichtung von Leiner/Kika zum Konkurrenten XXXLutz und war dort bis 2005 Geschäftsführer. Nach der rechtlichen Neuorganisation von Lutz im Jahr 2005 wurde er Geschäftsführer der neuen Muttergesellschaft und Aufsichtsrat in der XXXLutz GmbH. Mit 1. Jänner 2009 legte er planmäßig seine Funktion als Geschäftsführer zurück und war bis 2011 als Aufsichtsrat des Unternehmens tätig.
Schelling wurde mit dem Staatspreis für Werbung und mit dem Staatspreis für Marketing ausgezeichnet.
Er ist darüber hinaus geschäftsführender Gesellschafter der BIG DEAL Marken- und Marketingberatung in Wien.
Des Weiteren war er seit 1999 im Aufsichtsrat der Palmers Textil AG (ausgeschieden mit dem Verkauf der Palmers AG), und seit 2003 im Aufsichtsrat der Österreichischen Post AG vertreten (bis 5. Februar 2007). Im selben Jahr wurde er auch Vorsitzender des Wirtschaftsbeirates des Fußballclubs SKN St. Pölten.
Seit 2006 war er auch im Aufsichtsrat der Telekom Austria (Mandat zurückgelegt am 6. Februar 2007). Er ist Vorsitzender des Beirates der JGS Privatstiftung. Schelling ist seit 2000 Ausschussmitglied der Fachgruppe UBIT in der Wirtschaftskammer NÖ. Er ist seit 2006 auch CMC (CertifiedManagementConsultant). Im Jahr 2007 wurde er auch Vorsitzender des Aufsichtsrates des SKN St. Pölten (2. Bundesliga Österreich). Diese Funktion hat er anlässlich seiner Wahl zum Vorsitzenden des HVB der Sozialversicherungsträger zurückgelegt.
Schelling ist auch Vorsitzender des Vorstandes der Danubia Privatstiftung in Krems.
Seit 1. Mai 2008 ist er Obmann der Allgemeinen Unfallversicherungsanstalt (AUVA). Nachdem er für den Vorstand des Hauptverbandes der Sozialversicherungsträger als Arbeitgebervertreter nominiert wurde, legte er diese Funktion mit Beginn 2009 zurück. Am 21. Jänner 2009 wurde er einstimmig für vier Jahre zum Vorsitzenden des Verbandsvorstandes im Hauptverband der österreichischen Sozialversicherungsträger gewählt. Im Jänner 2013 wurde seine Funktionsperiode einstimmig um weitere vier Jahre verlängert.
Im Jahr 2009 übernahm Hans Jörg Schelling als Pächter das Stiftsweingut Herzogenburg, eines der ältesten Weingüter des Traisentales im Ortsteil Wielandsthal der Gemeinde Herzogenburg. Verantwortlich für Geschäftsführung, Vertrieb und Marketing ist dessen Tochter Julia Schelling. Mit seinen Weinen hat Schelling bereits im ersten Jahrzehnt nach Übernahme zahlreiche Preise gewonnen.
Am 26. April 2012 wurde er zum Vorsitzenden des Aufsichtsrates der Österreichischen Volksbanken-Aktiengesellschaft (ÖVAG) gewählt. Er legte dieses Mandat bei seinem Amtsantritt als Finanzminister zurück.
Im März 2018 wurde bekannt, dass er als Berater für die Gazprom für das in der EU sehr umstrittene Projekt Nord Stream 2 tätig ist. An dem Projekt ist auch die OMV beteiligt, deren Eigentümervertreter er als Finanzminister war. Zudem ist Schelling seit Mai 2018 wieder in der Möbelbranche aktiv. Er hält Anteile an der digitalen Möbel-Plattform Roomle.

## Politische Karriere
Im Jahr 2001 wurde er für die ÖVP Mitglied des Gemeinderates von St. Pölten und Stadtrat für städtische Unternehmen. Er ist stellvertretender Vorsitzender des Wirtschaftsbundes der Stadt und des Bezirks St. Pölten sowie Mitglied der Bundes- und Landesleitung des österreichischen Wirtschaftsbundes.
Seit 1. April 2004 ist Schelling Vizepräsident der Wirtschaftskammer Österreich und dort federführend für die Reform der Wirtschaftskammer verantwortlich. 2010 wurde er für weitere fünf Jahre als Vizepräsident vom Wirtschaftsparlament bestätigt.
Von 1. Februar 2007 bis 28. Oktober 2008 war er Abgeordneter zum österreichischen Nationalrat. Er wurde in den Verfassungsausschuss sowie in die Ausschüsse Unterricht, Bauten, sowie Forschung, Innovation und Technologie des Nationalrats berufen.
Bei der Wahl zum Nationalrat 2008 verfehlte er ein Direktmandat im Wahlkreis NÖ Mitte. Im Jänner 2009 wurde er zum kooptierten Mitglied des ÖVP Parlamentsklubs bestellt.
Am 1. September 2014 wurde er als Finanzminister angelobt, nachdem Michael Spindelegger am 26. August 2014 seinen Rücktritt bekannt gegeben hatte. Auf sein bei der Nationalratswahl 2017 gewonnenes Mandat verzichtete er kurz vor der Parlamentseröffnung am 9. November, für ihn rückte Michaela Steinacker nach. In einer ÖVP-Großspenderaffäre legte das "Büro für interne Angelegenheiten" tausendseitige Akten über langjährige Mitarbeiter an und gab Verfolgungsmaßnahmen in Auftrag, um "undichte Stellen" zu finden.

### Kritik
In die Kritik geriet Schelling wegen eines Steuersparmodelles von XXXLutz über eine Firmenkonstruktion mit einer Tochterfirma mit Sitz in Malta. So wurden von dieser den einzelnen Konzerngesellschaften Lizenzzahlungen in Rechnung gestellt, Gewinne wurden dadurch von Ländern mit höheren Steuersätzen nach Malta verschoben, wo Gewinne theoretisch mit 35 Prozent Körperschaftsteuer besteuert wären, aufgrund von Rückerstattungen tatsächlich aber nur mit fünf Prozent. In Österreich betrug die Körperschaftsteuer bis zur Steuerreform 2004/2005 34 Prozent, danach 25 Prozent. Die Grünen stellten 2014 eine parlamentarische Anfrage an Finanzminister Schelling zum Steuerentfall für Österreich durch diese Firmenkonstruktion. Der Minister gab dazu keine Auskunft und berief sich auf die abgabenrechtliche Geheimhaltungspflicht. Schelling war von 1992 bis 2005 Geschäftsführer der XXXLutz GmbH und von 2005 bis 2011 im Aufsichtsrat.

## Privates
Durch den Verkauf seiner Anteile an der Lutz-Gruppe 2009 wurde Schelling Millionär. Für seine Tätigkeit im Hauptverband der Sozialversicherungen ließ er sich eine Aufwandsentschädigung von monatlich 3000 Euro auszahlen.
Schelling ist verheiratet und hat zwei Töchter aus erster Ehe (* 1978 bzw. 1980).

## Strafverfahren
Der ORF berichtete am 17. März 2022, dass gegen den Ex-Finanzminister Schelling ein Verfahren geführt wird und er Beschuldigter sei. Schelling soll laut ORF „Weisungen aus „sachfremden“ Motiven an Kabinettsmitarbeiter gegeben habe, um Unternehmer Siegfried Wolf als wichtigem Unterstützer der ÖVP Vermögensvorteile zu verschaffen“. Der Kurier berichtet: „Die Wirtschafts- und Korruptionsstaatsanwaltschaft wirft Schelling vor, dass  er als Finanzminister  seine „Befugnisse […] wissentlich missbraucht, und dadurch einen 50.000 Euro übersteigenden Schaden herbeigeführt“ habe. Sprich: Schelling wird das Delikt des Amtsmissbrauchs vorgeworfen.“

## Auszeichnungen
- 2020: Kärntner Landesorden in Gold[14]